# Nyctimene albiventer
Nyctimene albiventer là một loài động vật có vú trong họ Dơi quạ, bộ Dơi. Loài này được Gray mô tả năm 1862.

## Hình ảnh

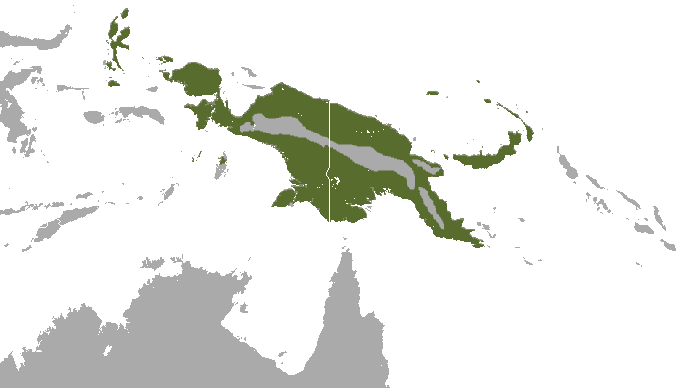
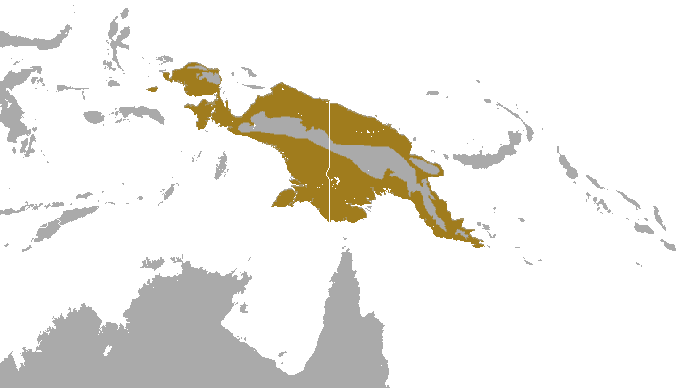